# Tmesibasis scopsi
Tmesibasis scopsi is een insect uit de familie van de vlinderhaften (Ascalaphidae), die tot de orde netvleugeligen (Neuroptera) behoort. 
Tmesibasis scopsi is voor het eerst wetenschappelijk beschreven door Navás in 1933.